# Derek Forster
Derek Forster (Newcastle upon Tyne, Inglaterra; 19 de febrero de 1949-2 de mayo de 2024) fue un futbolista inglés que jugó en la posición de guardameta. Con quince años y 185 días fue el futbolista más joven en debutar en la Primera División de Inglaterra, hasta que Ethan Nwaneri debutara con el Arsenal FC en 2022.

## Equipos
| Periodo   | Club                        | Apariciones | Goles |
| --------- | --------------------------- | ----------- | ----- |
| 1964–1972 | Sunderland AFC              | 18          | 0     |
| 1967      | → Vancouver Royals (cedido) | 7           | 0     |
| 1973–1974 | Charlton Athletic FC        | 9           | 0     |
| 1974–1976 | Brighton & Hove Albion FC   | 3           | 0     |
| 1976-1978 | Gateshead FC                | 14          | 0     |